# Terremoto di Skopje del 1963
Il terremoto di Skopje (in macedone Скопски земјотрес?, Skopski zemjotres) fu un terremoto avvenuto a Skopje, nella Repubblica Socialista di Macedonia (l'odierna Macedonia del Nord) allora parte della Repubblica Socialista Federale di Jugoslavia, il 26 luglio 1963. Provocò migliaia di vittime.

## Eventi
Il terremoto raggiunse magnitudine 6,1 sulla scala Richter ed avvenne il 26 luglio del 1963 alle 5:17, orario locale (4:17 UTC) a Skopje, capitale dell'allora Repubblica Socialista di Macedonia. Il terremoto durò 20 secondi e venne percepito in tutta la valle del fiume Vardar.

## Dopo la catastrofe
Alcuni giorni dopo il terremoto, 35 nazioni richiesero che l'Assemblea generale delle Nazioni Unite mettesse nella sua agenda le operazioni di soccorso per Skopje. Soccorsi in forma monetaria, medica, team di ingegneri e architetti e rifornimenti furono offerti da 78 paesi. L'artista Pablo Picasso donò il suo dipinto Testa di donna (1963) alla città, che lo esibì nel ricostruito Museo dell'Arte Contemporanea

## Citazioni
Dopo il terremoto, Josip Broz Tito, l'allora presidente della Jugoslavia, mandò un messaggio di condoglianze alla Repubblica Socialista di Macedonia:
Alberto Moravia, uno dei maggiori romanzieri italiani:
Jean-Paul Sartre, una delle figure leader della filosofia e letteratura francese: